# Johann Zach (Politiker)
Johann „Hans“ Zach (* 10. November 1892 in Kühnring; † 29. Mai 1978 in Wiener Neustadt) war ein österreichischer Politiker (ÖVP) und Lehrer. Zach war von 1945 bis 1954 Abgeordneter zum Landtag von Niederösterreich.

## Leben
Johann Zach besuchte die Lehrerbildungsanstalt St. Pölten und war ab 1912 Lehrer an der Taubstummenschule in Wiener Neustadt. Von 1914 bis 1918 nahm er am Ersten Weltkrieg teil, blieb jedoch bis 1920 in Kriegsgefangenschaft. Zach war ab 1927 Gemeinderat und ab 1930 Vizebürgermeister in Wiener Neustadt. 1928 vertrat Zach die Heimwehr als behördlicher Anmelder zum Aufmarsch der Heimwehr und des Schutzbundes in Wiener Neustadt. Er wirkte im Ständestaat von 1934 bis 1938 als Bürgermeister in Wiener Neustadt. Nach dem Anschluss Österreichs durch die Nationalsozialisten wurde Zach 1938 verhaftet und war von 1939 bis 1940 im KZ Buchenwald inhaftiert.
Nach dem Ende des Zweiten Weltkriegs war Zach vom 12. Dezember 1945 bis zum 10. November 1954 Abgeordneter im Landtag Niederösterreichs. Von 1956 bis 1965 war er erneut Vizebürgermeister in Wiener Neustadt.